# Tervassaari (ö i Päijänne-Tavastland)
Tervassaari är en ö i Finland. Den ligger i sjön Arkiomaanjärvi och i kommunen Hollola i den ekonomiska regionen  Lahtis ekonomiska region  och landskapet Päijänne-Tavastland, i den södra delen av landet, 110 km norr om huvudstaden Helsingfors. Öns area är 0,6 hektar och dess största längd är 110 meter i sydöst-nordvästlig riktning.